# 바레니예
바레니예(Varenye)는 동유럽 (러시아 요리, 우크라이나 요리, 벨라루스 요리) 및 발트 지방에서 널리 퍼진 인기 있는 프리저브이다. 베리, 다른 과일, 또는 드물게는 견과, 채소, 꽃을 설탕 시럽에 요리하여 만든다. 일부 전통 조리법에서는 설탕 대신 또는 설탕과 함께 벌꿀 또는 당밀과 같은 다른 감미료를 사용한다.
바레니예는 과일을 으깨지 않고 젤라틴 성분을 첨가하지 않는다는 점을 제외하면 잼과 비슷하다. 과일의 자연적인 색을 띠는 걸쭉하지만 투명한 시럽이 특징이다.

## 어원, 번역 및 문화적 참고 문헌

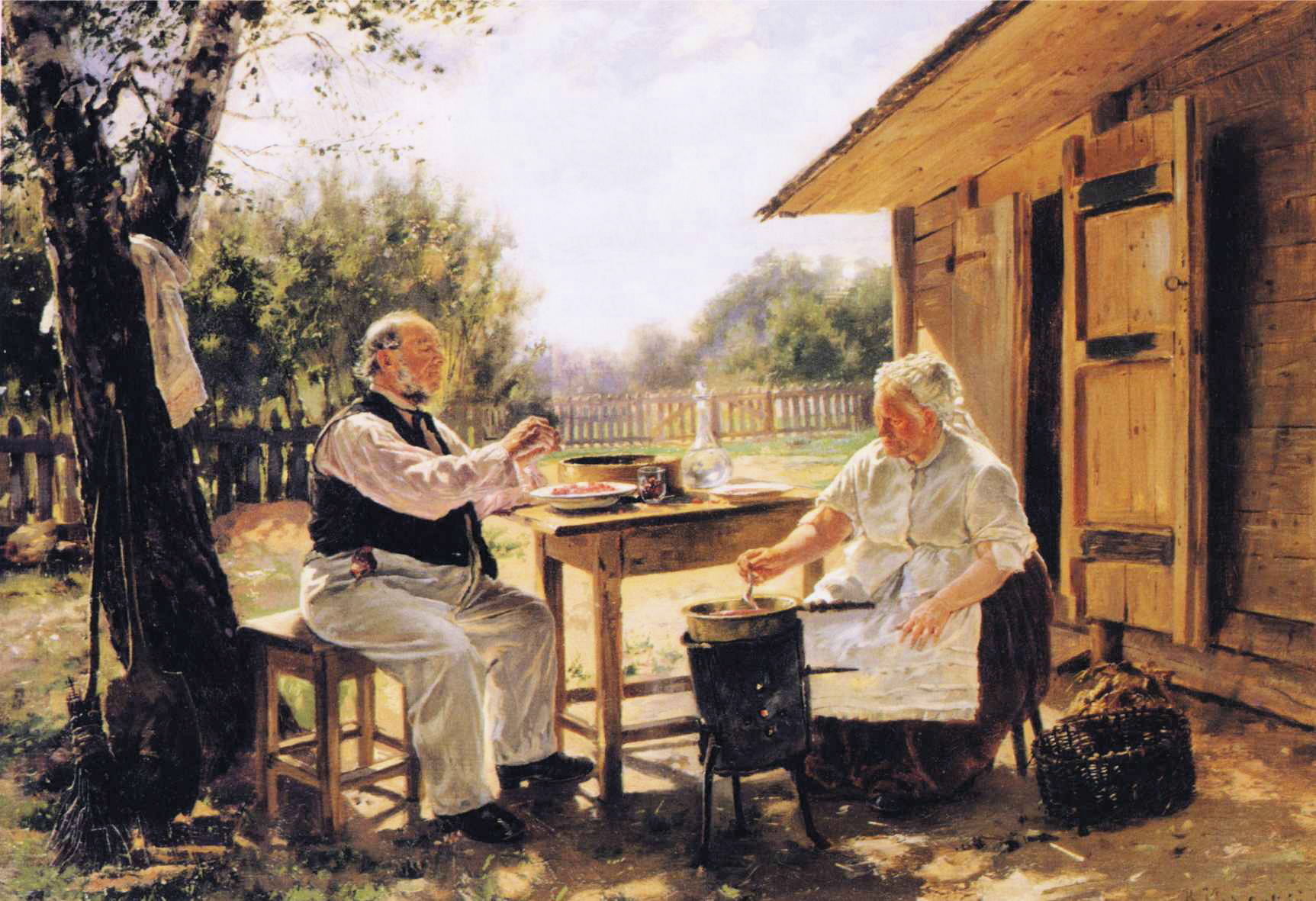
블라디미르 마콥스키, 바레니예 만들기, 1876

바레니예는 동슬라브어군에서 모든 종류의 달콤한 과일 프리저브를 지칭하는 더 일반적인 의미로 사용되는 오래된 슬라브어 단어이다. 이 단어는 요리, 끓이기, 빚기 또는 끓여서 졸이는 것을 의미하는 동사들(러시아어: варить, 벨라루스어: варыць, 우크라이나어: варити)과 공통적인 어원적 뿌리를 가지고 있다.
특히 아동 도서를 러시아어로 문학 번역할 때 이 용어는 잼, 콩피튀르 또는 마멀레이드와 같이 덜 흔한 차용어를 대체하는 데 자주 사용된다. 예를 들어 이상한 나라의 앨리스, 해리 포터, 톰 소여의 모험의 번역본과 지붕 위의 칼손에 대한 애니메이션 영화가 있다.
러시아어에서 번역할 때도 마찬가지이다. 예를 들어, 레프 톨스토이의 소설 안나 카레니나 (VI-2)에는 라즈베리 바레니예를 만드는 과정이 묘사되어 있다. 콘스턴스 가넷은 그녀의 고전적인 번역본에서 이 활동을 "잼 만들기"라고 언급한다.
인기 있는 소련 아동 도서인 아르카디 가이다르의 《전쟁 비밀에 대한 이야기, 꼬마 니퍼-피퍼와 그의 명예의 말씀》에서 반영웅 꼬마 배던은 "바레니예 한 통과 비스킷 한 바구니"(러시아어: бочка варенья и корзина печенья; 여기서도 영어 번역본에서는 바레니예 대신 잼이 사용되었다)를 위해 친구들을 배신한다. 이 문구는 러시아어에서 은 삼십처럼 배신 또는 팔아넘기기를 의미하는 관용구가 되었다.

## 준비
바레니예를 만드는 것은 과일에서 맛이 추출되고 설탕이 과일에 침투하기에 충분한 시간 동안 요리하거나 때로는 뜨거운 설탕 혼합물에 담그는 것과, 과일이 부서져 액화될 정도로 너무 오래 요리하는 것 사이의 신중한 균형이 필요하다. 껍질이 단단한 일부 과일은 몇 시간 동안 요리해야 하는 반면, 다른 과일은 "5분 바레니예"(러시아어: варенье-пятиминутка, varenye-pyatiminutka)를 만들기에 적합하다. 후자의 경우, 마른 설탕을 생과일 위에 층층이 뿌리고 몇 시간 동안 그대로 두어 과일에 스며들게 한다. 그런 다음 결과 혼합물을 약 5분 동안만 가열한다.

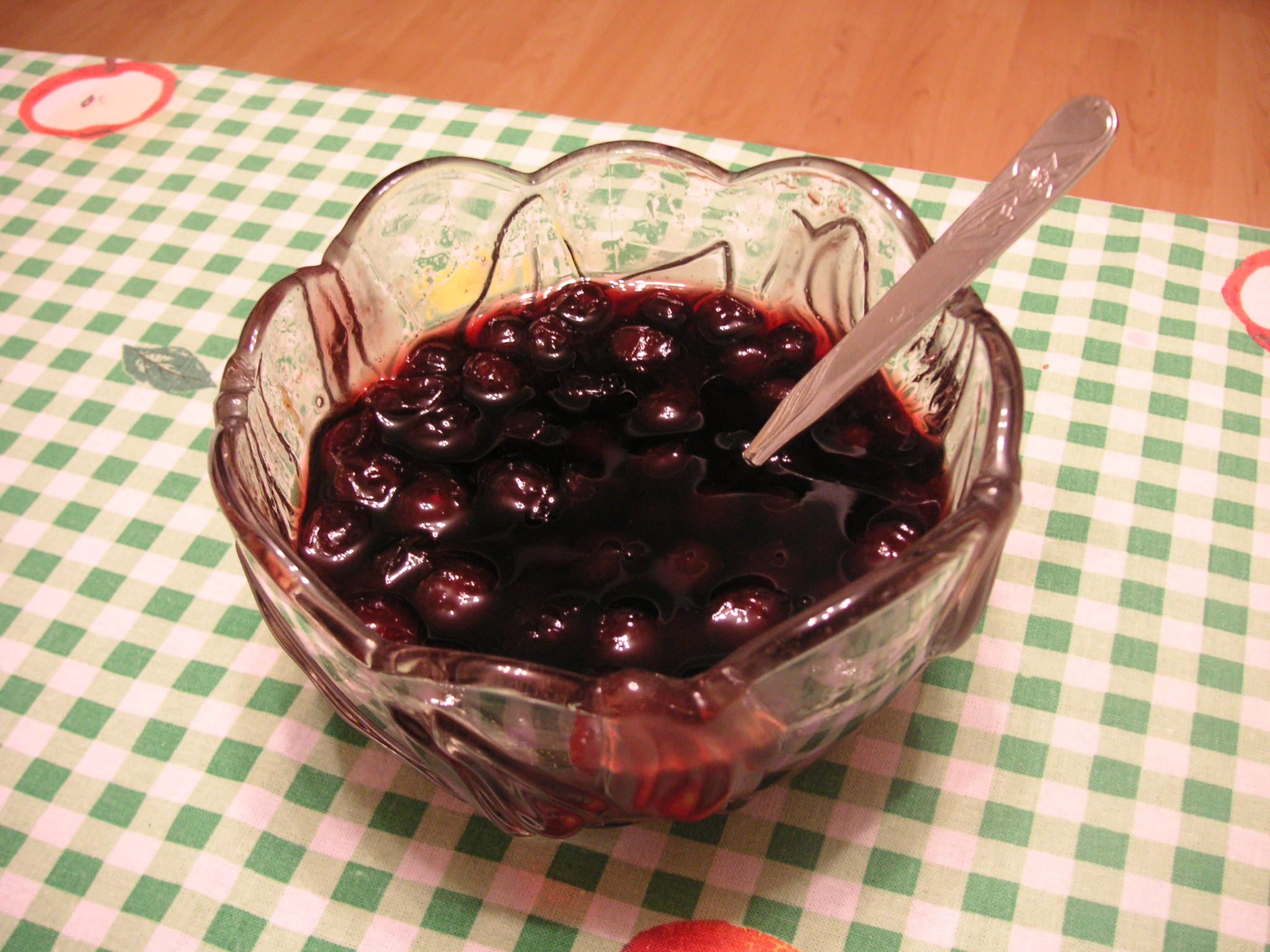
신양벚나무 바레니예
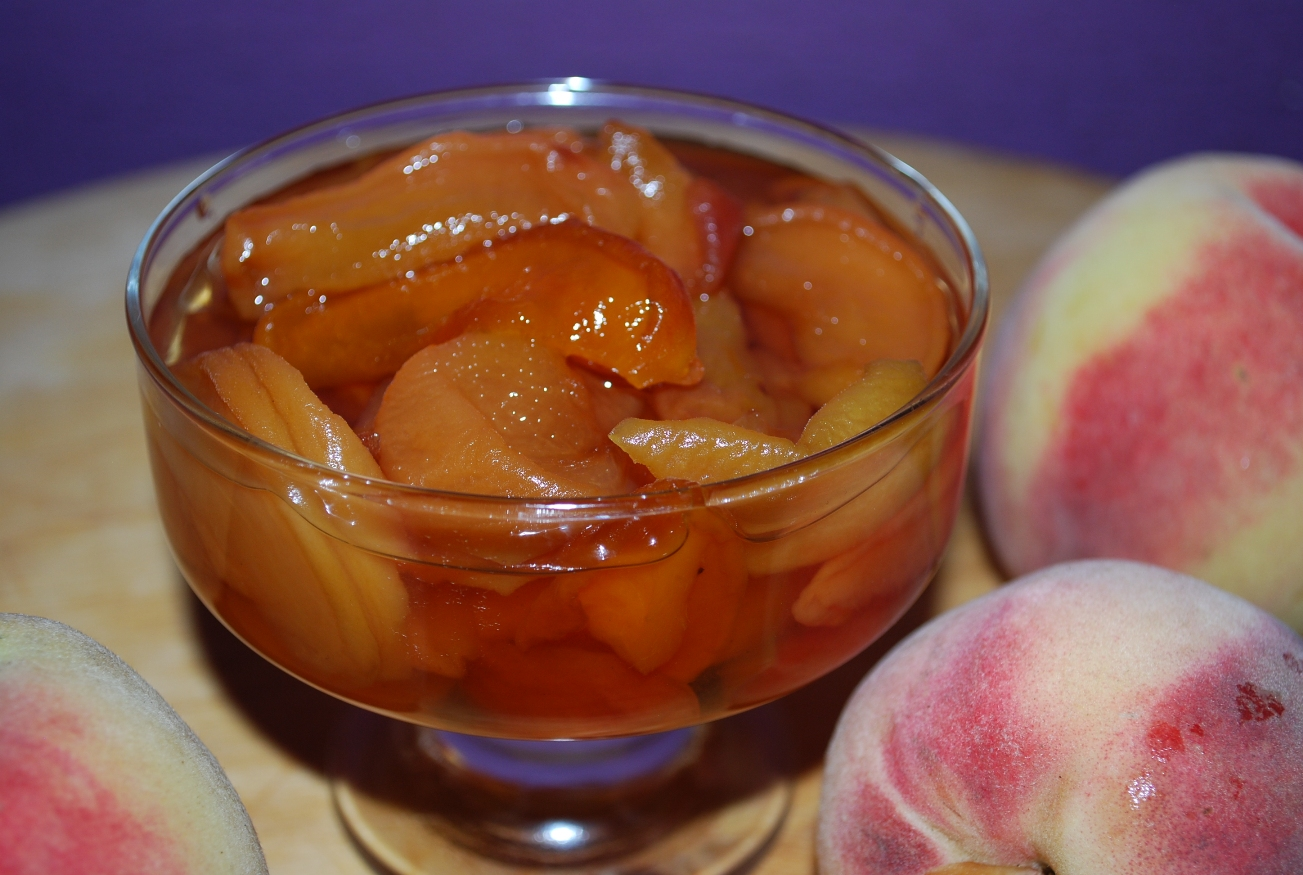
복숭아 바레니예
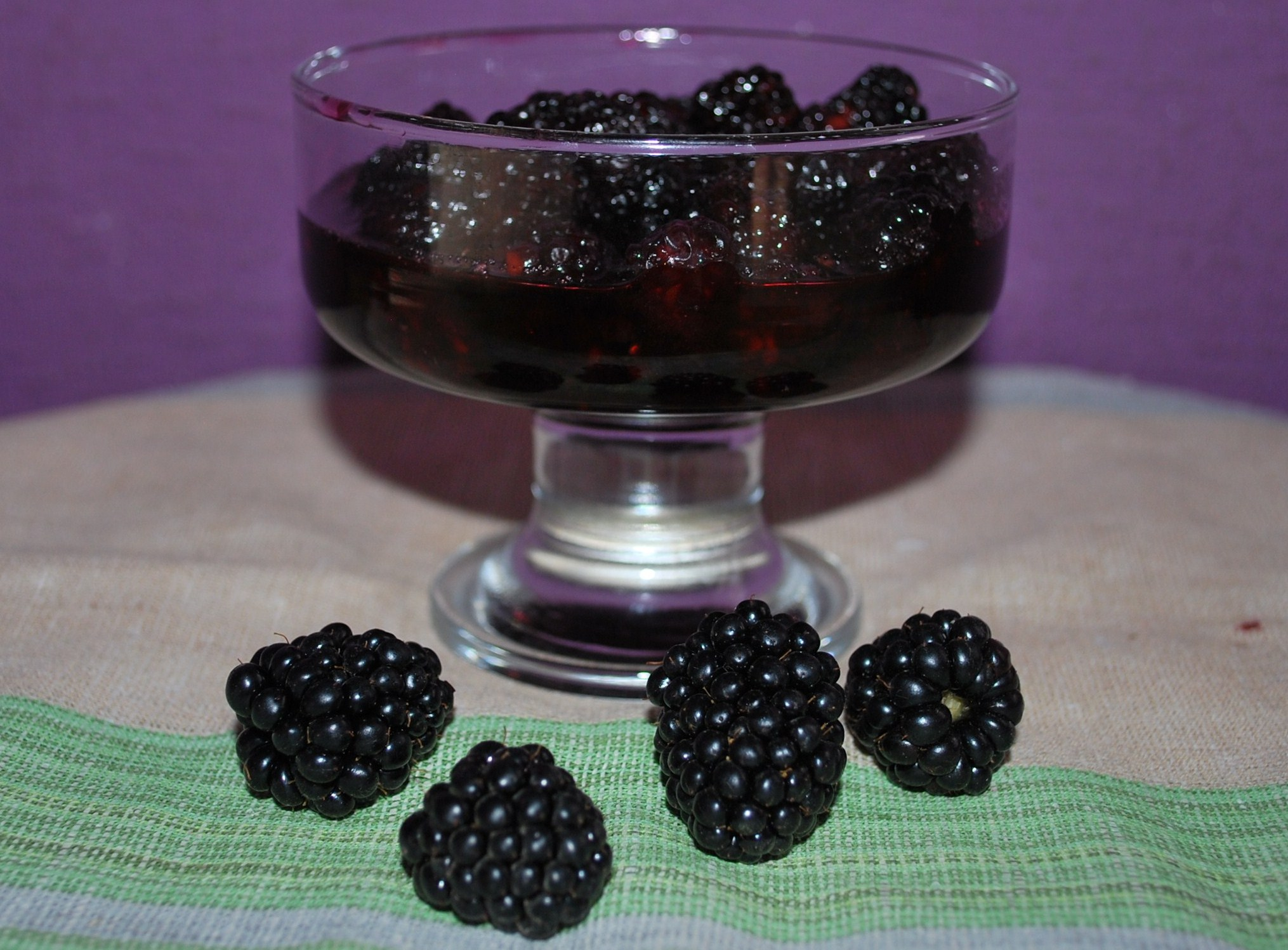
블랙베리 바레니예
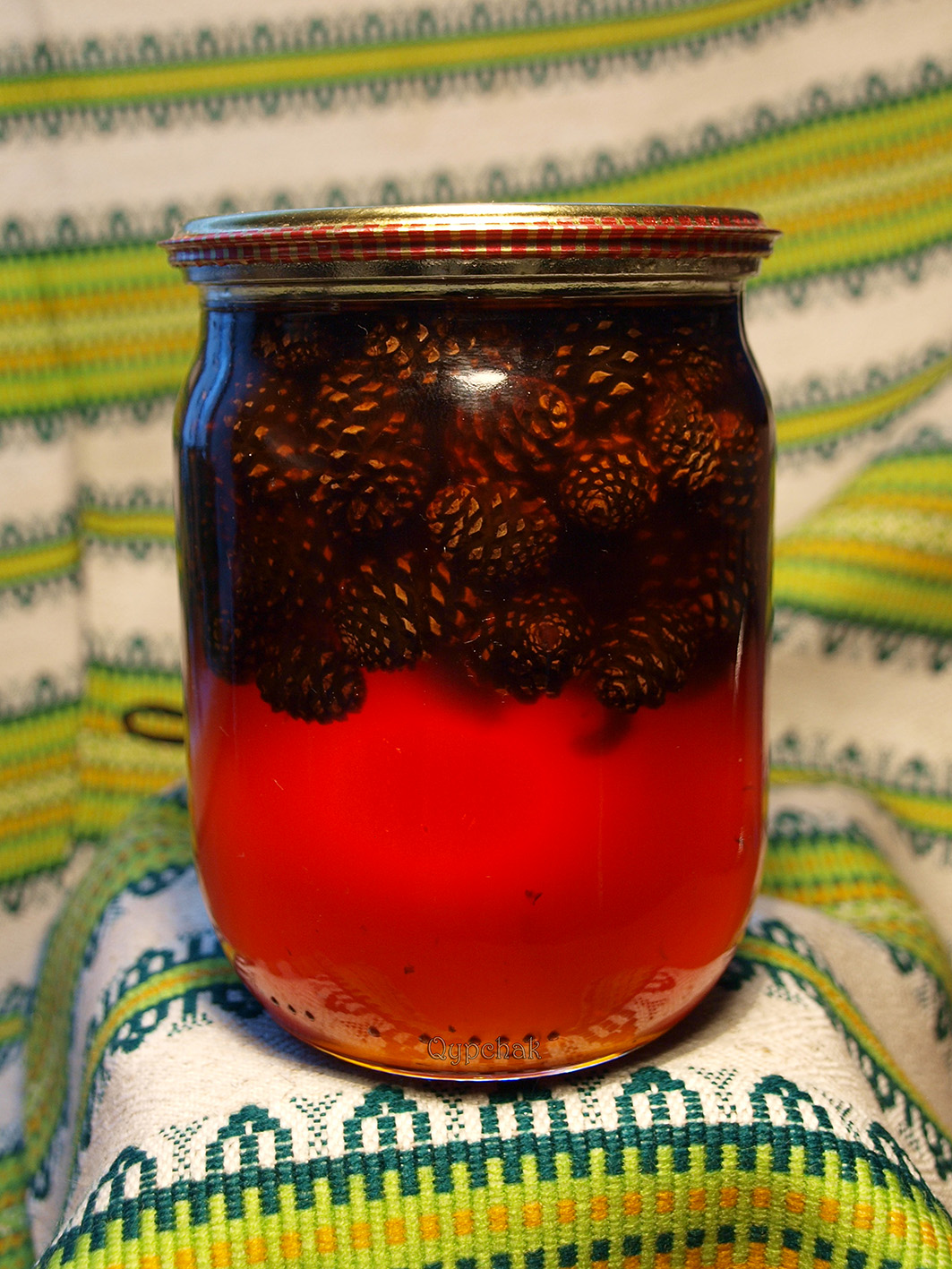
소나무속 구과 바레니예

## 사용법
바레니예는 특히 팬케이크(블리니, 올라디, 시르니키) 위에 얹거나, 파이(피로그 및 피로시키), 만두(바레니키), 케이크 및 쿠키의 속재료로, 그리고 차의 감미료로 디저트 및 조미료로 즐겨 먹는다. 또한 빵에 스프레드로 사용되기도 하지만, 액체 같은 농도로 인해 잘 맞지 않는다. 마지막으로, 단독으로 달콤한 음식으로 먹기도 한다.

## 관련 특선 요리

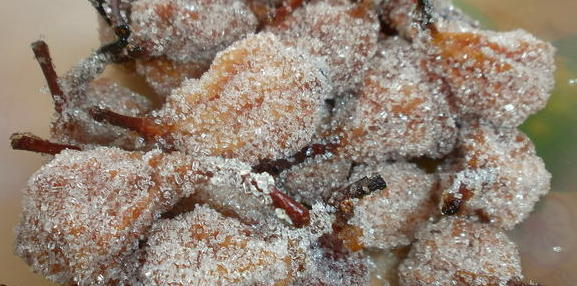
키이우 스타일의 마른 배나무속 바레니예

동유럽에서 바레니예라는 용어의 더 일반적인 용법에는 여러 관련 현지 특선 요리가 포함된다.

### 생 바레니예
"생 바레니예"(러시아어: сырое варенье, syroye varenye)의 준비에서는 가열을 완전히 생략한다. 조리법에는 보통 생 베리 또는 다른 과일을 갈아서 설탕과 섞는 과정이 포함된다.

### 마른 바레니예
혁명 전 러시아에서 "마른 바레니예"(러시아어: сухое варенье, sukhoye varenye; 우크라이나어: сухе варення, sukhe varennia)는 바레니예 시럽에서 과일을 추출하여 건조시켜 얻은 당과(과일 콩피)의 현지 품종을 지칭했다. 키이우 (오늘날 우크라이나의 수도)는 이 진미로 특히 유명했으며, 2016년에 도시에서 다시 인기를 얻었다.

## 유사한 요리
유사한 단맛 요리는 캅카스와 중앙 및 남아시아 일부 지역에서도 만들어지며, 이들 지역에서는 무라바라고 불린다. 불가리아, 북마케도니아 및 세르비아 요리에서는 이러한 종류의 제과를 슬라트코라고 부르며, 그리스 및 키프로스에서는 스푼 스위츠로 알려져 있다. 프랑스 요리에서는 콩피튀르 또는 콩피 과일이라고 불린다.

## 내용주
1. ↑  러시아어: варенье, ru; 벨라루스어: варэнне/варэньне varen(ʹ)nye, or 벨라루스어: сочыва sochyba; 우크라이나어: варення varennia[*], uk; 리투아니아어: uogienė, lt; 라트비아어: ievārījums; 에스토니아어: moos.